# Dispensari Municipal dels Hostalets de Pierola
El Dispensari Municipal dels Hostalets de Pierola o Torre del Rellotge és una obra del municipi dels Hostalets de Pierola (Anoia) inclosa en l'Inventari del Patrimoni Arquitectònic de Catalunya.

## Descripció
Edifici entre mitjaneres que consta de planta baixa, primer pis i torre amb rellotge i estructura rectangular. Aquest edifici no té jardí. En l'acabament de façana també s'ornamenta amb rajoles de ceràmica. La torre del rellotge és decorada amb un petit ràfec de teules de ceràmica i s'acaba amb uns merlets decorats. El conjunt s'acaba amb una petita torre de ferro forjat que suporta les campanes del rellotge.La seva façana presenta una ordenació simètrica on destaquen les decoracions de ceràmica que emmarquen les obertures i el balcó, corregut amb barana de ferro, i la cornisa. Després, aquest edifici també té dos portals, els quals tenen dos giravolts de color verd que estan als costats de l'arc, que és lleugerament rodó. Entre els dos portals, aquest edifici té una placa informativa que en diu informació d'aquest.

## Història

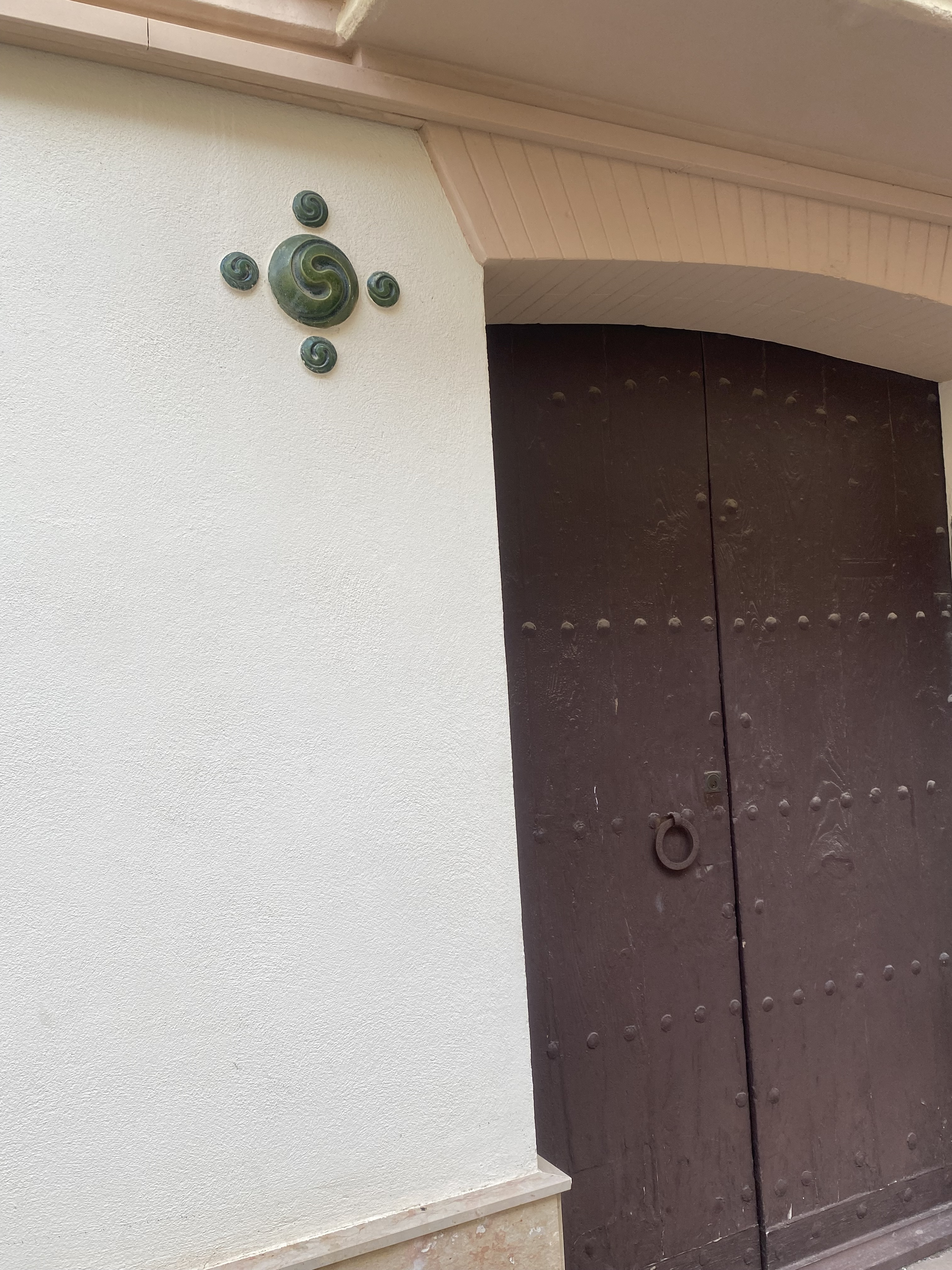
Detall de la porta al 1r pis, feta de fusta.

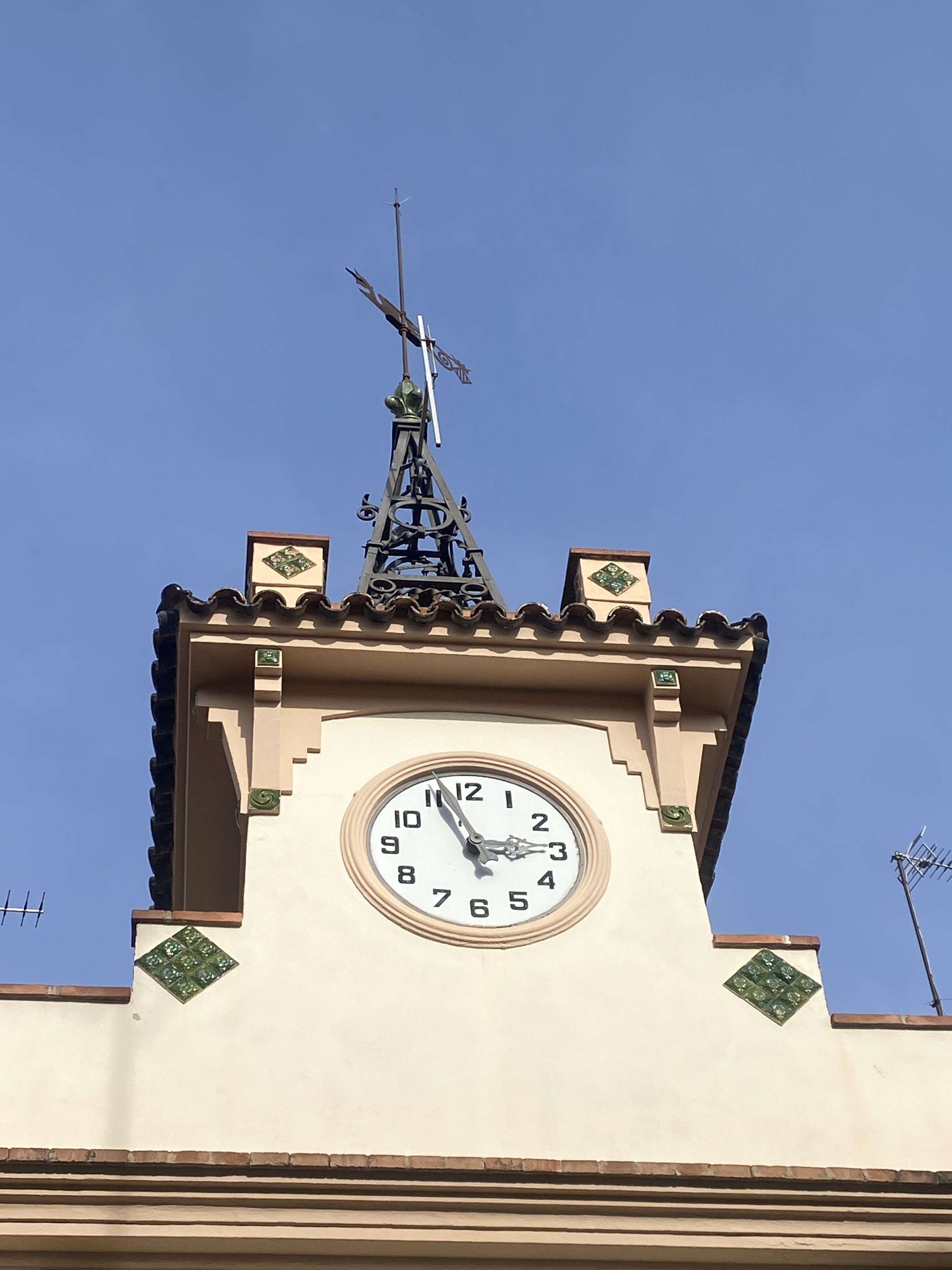
Detall del rellotge de l'edifici i del campanar, que té un petit ràfec de teules de ceràmica.

L'edifici va ser construït al segle XIX, però l'estructura actual que presenta l'edifici en el seu exterior data dels començaments del segle xx, que va ser quan es traslladà l'administració municipal de Pierola als Hostalets.Després d'aquest trasllat, l'any 1916, l'arquitecte Josep Domènech i Mansana el va reformar, instal·lant-hi una campana i una torre amb un rellotge, que va costar 1200 pessetes i va ser finançat amb una subscripció popular, feta per Enric Cucurella. El carrer de l'església era anomenat al s. XVIII "drecera del coll del Bruc" i era una drecera del camí que anava de Barcelona a Igualada o camí ral. Actualment, aquest edifici té una única funció, que és donar l'hora. L'edifici és propietat de l'ajuntament.

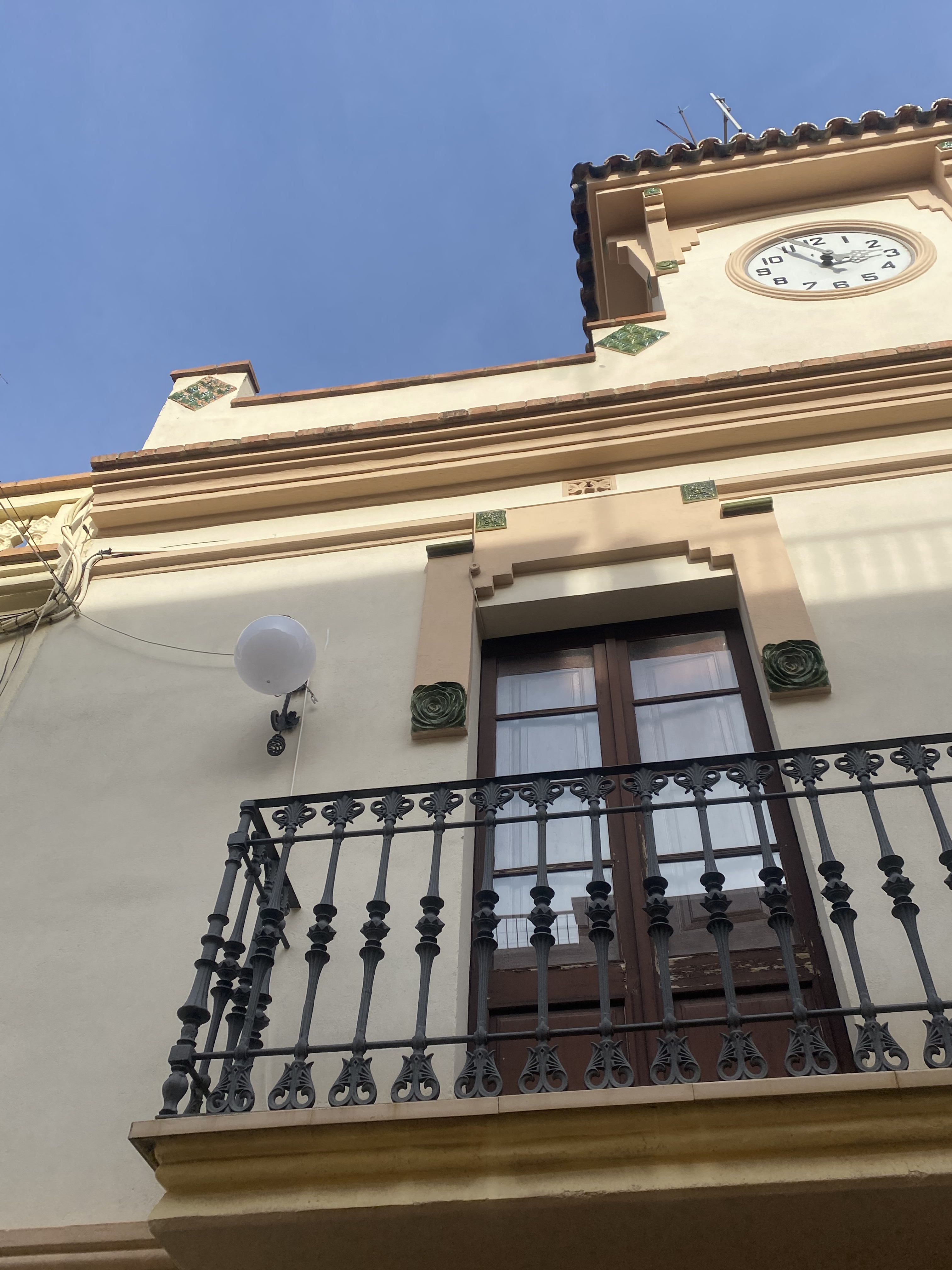
Detall del balcó de l'edifici, amb una finestra de fusta i de vidre, i de la seva barana, feta de ferro.